# Rheinpark Stadion Vaduz
Das Rheinpark Stadion in Vaduz ist das einzige für internationale Spiele zugelassene Fussballstadion im Fürstentum Liechtenstein. Es ist der Spielort für die Heimspiele des FC Vaduz (Challenge League) und das Nationalstadion der liechtensteinischen Fussballnationalmannschaft.

## Geschichte

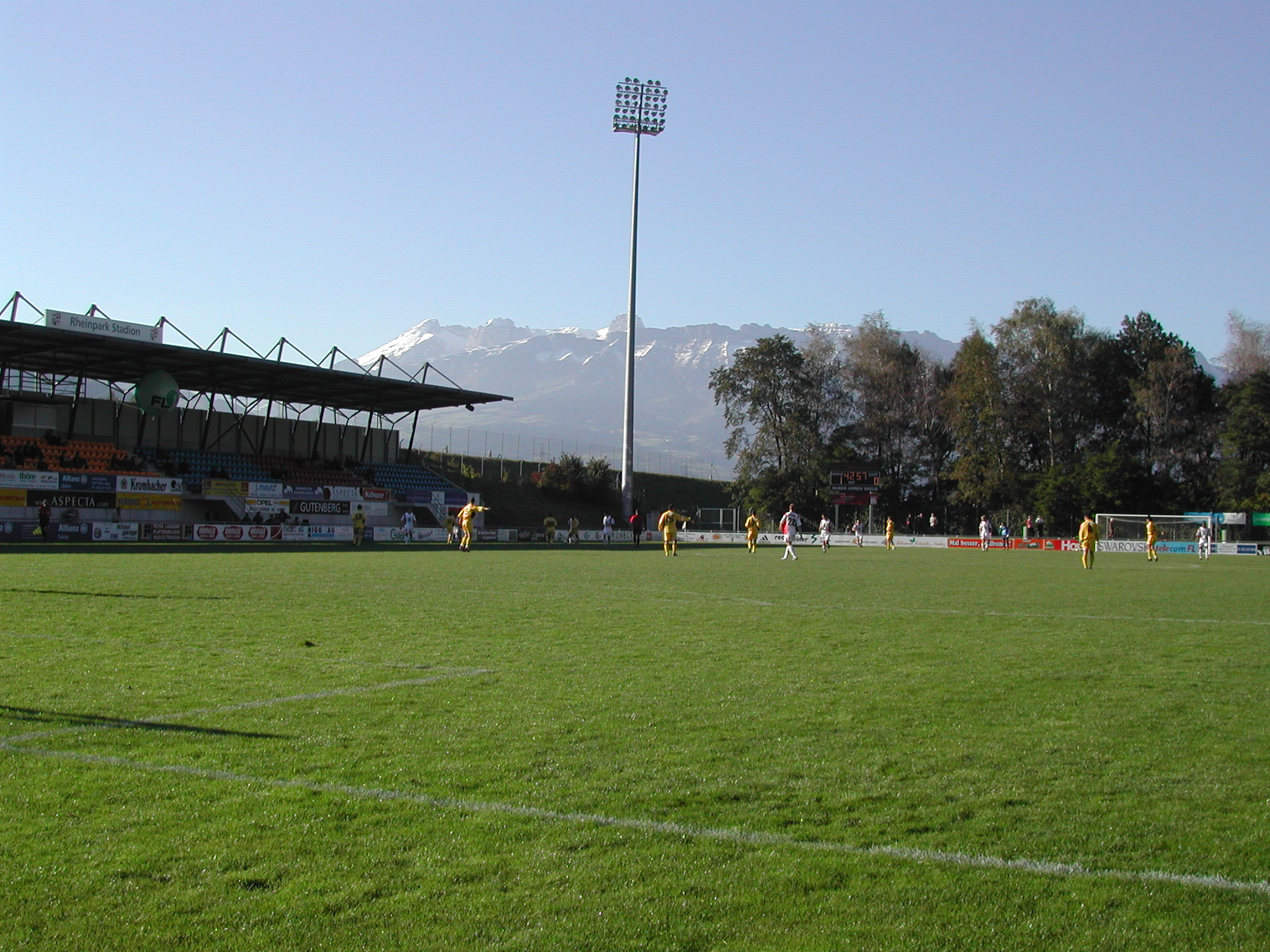
Die Gegentribüne (2005)

Die Anlage wurde vom Fürstentum mitfinanziert und gehört der Gemeinde Vaduz. Sie liegt unmittelbar am rechten Rheinufer und somit an der Staatsgrenze zur Schweiz. Die Anfahrt erfolgt über eine Abfahrt der Schweizer Autobahn A13. Das Stadion bot bei der Eröffnung Platz für 4500 Zuschauer, davon 3500 auf gedeckten Sitzplätzen. Nach nur einem Jahr Bauzeit konnte es am 31. Juli 1998 eröffnet werden. Das Eröffnungsspiel bestritt der damalige liechtensteinische Cupsieger FC Vaduz gegen den damaligen deutschen Meister 1. FC Kaiserslautern (0:8). 2006 wurde das Rheinpark Stadion mit zwei neuen, überdachten Tribünen im Süden und Norden erweitert, so dass es nun Platz für 7838 Zuschauer bietet (davon 4184 Stehplätze; alle überdacht). Werden die Nord- und die Südtribüne als Sitzplatztribünen genutzt, fasst das Stadion 6127 Zuschauer.
Nachdem der FC Vaduz in der Saison 2008/09 in die Super League aufgestiegen war, gab es Überlegungen, das Stadion auf über 8000 Sitzplätze zu erweitern, um den neuen Infrastruktur-Lizenzanforderungen der Swiss Football League nachzukommen. Eine Erweiterung des Rheinpark Stadions ist allerdings im Moment auf unbestimmte Zeit verschoben.
Der Bau des Stadions wurde notwendig, weil der Fussball-Weltverband FIFA und der europäische Verband UEFA damit drohten, in Liechtenstein keine Europapokal- und Länderspiele mehr zuzulassen, wenn der Staat nicht eine moderne Spielstätte nach internationalen Normen zur Verfügung stelle. In Liechtenstein wird keine eigene Meisterschaft ausgespielt, aber ein nationaler Cupwettbewerb veranstaltet. Dessen Seriensieger FC Vaduz ist deshalb fast jedes Jahr in der UEFA Europa Conference League vertreten. Die Nationalmannschaft war bisher in keinem grossen Wettbewerb wie der Welt- oder Europameisterschaft vertreten, jedoch in deren Qualifikationen.
Das Rheinpark Stadion soll innerhalb der nächsten zehn Jahre von 2025 bis 2034 modernisiert und erweitert werden. Die Bereiche für Breiten- und Spitzensport sollen getrennt werden. Der Breitensport wird aus dem Stadion ausgegliedert und separate, bedarfsgerechte Sport- und Freizeitflächen geschaffen. Die phasenweise Umsetzung der Pläne ermöglicht eine Kostenverteilung über mehrere Jahre und stellt eine reibungslose Realisierung im laufenden Betrieb sicher.

## Veranstaltungen
Ausser Fussball dient das Stadion auch anderen sportlichen und nichtsportlichen Veranstaltungen:
- Am 24. Mai 1999 fand im Rheinpark Stadion die Eröffnung der 8. Spiele der kleinen Staaten von Europa (Lie-Games) statt, der «Olympischen Spiele der Kleinstaaten».
- Im Juli 2003 fand die Endrunde der U-19-Fussball-Europameisterschaft in Liechtenstein statt, wobei die Halbfinalspiele und der Final im Rheinpark Stadion gespielt wurden.
- Am 18. Juni 2007 trat der deutsche Musiker Herbert Grönemeyer im Rheinpark Stadion anlässlich des 75-jährigen Vereinsjubiläums des FC Vaduz auf.
- Im Mai 2010 war das Stadion Austragungsort verschiedener Spiele der U-17-Fussball-Europameisterschaft, unter anderem wurde hier das Endspiel ausgetragen.
- Am 30. Mai 2011 diente das Rheinpark Stadion wieder als Austragungsort für die Eröffnungsfeier der 14. Spiele der kleinen Staaten von Europa (Lie-Games), die zum zweiten Mal in Liechtenstein ausgetragen wurden.
- Am 21. Juli 2012 fand der Eurobowl XXVI im Rheinpark Stadion – zwischen den Calanda Broncos und den Vienna Vikings – statt. Die Schweizer siegten mit 27:14.